# Auroa
Auroa est une localité située dans le sud de la région de Taranaki dans l’Île du Nord de la Nouvelle-Zélande.

## Situation
Opunake se trouve à l’ouest d'Auroa, Kaponga au nord-est et Manaia au sud-est. 
Le Mont Taranaki se trouve directement au nord d’Auroa ,.

## Éducation
L’école d'Auroa est une école primaire mixte accueillant les enfants de l’année 1 à 8 avec un taux de décile de 8 et un effectif de 164 élèves. 
Les écoles  de Pihama, Riverlea et Te Kiri ont été fermées et fusionnées avec celle d'Auroa en 2004 .

## Autres lectures

### Travaux d’Histoire Générale
- (en)(en) Beryl (ed.) Brown, Auroa: school & districts centennial, 1891-1991, Stratford, [N.Z.], Stratford Press & Printing, 1991 (ISBN 0-908904-09-6)

### Clubs et organisations
- (en)(en) Auroa Highland Pipe Band Inc.: 1928-1978: Golden Jubilee souvenir booklet: 3rd & 4th juin,1978., Auroa, [N.Z.], Auroa Highland Pipe Band Inc., 1978

### Éducation
- (en)(en) School register index: Oeo 1910 - 1984 : Otakeho to 1984 : Te Roti to 1984 : Tokaora to 1984 : Matapu to 1984 : Auroa : Okaiawa to 1984 : Kapuni

- (en)(en) Beryl (ed.) Brown, Auroa: school & districts centennial, 1891-1991, Stratford, [N.Z.], Stratford Press & Printing, 1991 (ISBN 0-908904-09-6)

- (en)(en) Patricia (ed.) Robins, Auroa (Ratanui) School 75th jubilee, 1891-1966, Auroa, [N.Z.], 75th Jubilee Executive Committee, 1966

- New Zealand Gazetteer